# Siti Fadia Silva Ramadhanti
Siti Fadia Silva Ramadhanti (* 16. November 2000 in Jonggol) ist eine indonesische Badmintonspielerin.

## Karriere
Siti Fadia Silva Ramadhanti siegte 2021 bei den Südostasienspielen. 2024 startete sie bei den Olympischen Spielen in Paris. Im  Damendoppel schied sie dabei gemeinsam mit Apriyani Rahayu schon in der Vorrunde aus.

## Erfolge

### Weltmeisterschaft
Damendoppel
| Jahr | Ort                               | Partner         | Gegner                  | Ergebnis     | Resultat |
| ---- | --------------------------------- | --------------- | ----------------------- | ------------ | -------- |
| 2023 | Royal Arena, Kopenhagen, Dänemark | Apriyani Rahayu | Chen Qingchen Jia Yifan | 16–21, 12–21 | Silber   |

### Südostasienspiele
Damendoppel
| Jahr | Ort                                     | Partner         | Gegner                              | Ergebnis     | Resultat |
| ---- | --------------------------------------- | --------------- | ----------------------------------- | ------------ | -------- |
| 2021 | Bac Giang Gymnasium, Bắc Giang, Vietnam | Apriyani Rahayu | Benyapa Aimsaard Nuntakarn Aimsaard | 21–17, 21–14 | Gold     |

### Juniorenweltmeisterschaft
Damendoppel
| Jahr | Ort                                    | Partner         | Gegner                  | Ergebnis     | Resultat |
| ---- | -------------------------------------- | --------------- | ----------------------- | ------------ | -------- |
| 2018 | Markham Pan Am Centre, Markham, Kanada | Agatha Imanuela | Liu Xuanxuan Xia Yuting | 18–21, 13–21 | Bronze   |

Mixed
| Jahr | Ort                                    | Partner                  | Gegner                                    | Ergebnis            | Resultat |
| ---- | -------------------------------------- | ------------------------ | ----------------------------------------- | ------------------- | -------- |
| 2017 | GOR Among Rogo, Yogyakarta, Indonesien | Rehan Naufal Kusharjanto | Rinov Rivaldy Pitha Haningtyas Mentari    | 23–21, 15–21, 18–21 | Silber   |
| 2018 | Markham Pan Am Centre, Markham, Kanada | Rehan Naufal Kusharjanto | Leo Rolly Carnando Indah Cahya Sari Jamil | 15–21, 9–21         | Silber   |

### Juniorenasienmeisterschaft
Damendoppel
| Jahr | Ort                                                        | Partner         | Gegner                | Ergebnis     | Resultat |
| ---- | ---------------------------------------------------------- | --------------- | --------------------- | ------------ | -------- |
| 2017 | Jaya Raya Sports Hall Training Center, Jakarta, Indonesien | Agatha Imanuela | Baek Ha-na Lee Yu-rim | 18–21, 12–21 | Bronze   |
| 2018 | Jaya Raya Sports Hall Training Center, Jakarta, Indonesien | Agatha Imanuela | Pearly Tan Toh Ee Wei | 15–21, 21–23 | Bronze   |

Mixed
| Jahr | Ort                                                        | Partner                  | Gegner                       | Ergebnis           | Resultat |
| ---- | ---------------------------------------------------------- | ------------------------ | ---------------------------- | ------------------ | -------- |
| 2017 | Jaya Raya Sports Hall Training Center, Jakarta, Indonesien | Rehan Naufal Kusharjanto | Na Sung-seung Seong Ah-yeong | 21–19, 19–21, 21–9 | Gold     |

### BWF World Tour
Damendoppel
| Jahr      | Wettbewerb        | Level     | Partner             | Gegner                                     | Ergebnis            | Resultat |
| --------- | ----------------- | --------- | ------------------- | ------------------------------------------ | ------------------- | -------- |
| 2019      | Indonesia Masters | Super 100 | Ribka Sugiarto      | Della Destiara Haris Rizki Amelia Pradipta | 23–21, 21–15        | Sieger   |
| 2022      | Indonesia Masters | Super 500 | Apriyani Rahayu     | Chen Qingchen Jia Yifan                    | 18–21, 12–21        | Finalist |
| 2022      | Malaysia Open     | Super 750 | Apriyani Rahayu     | Zhang Shuxian Zheng Yu                     | 21–18, 12–21, 21–19 | Sieger   |
| 2022      | Singapore Open    | Super 500 | Apriyani Rahayu     | Zhang Shuxian Zheng Yu                     | 21–14, 21–17        | Sieger   |
| 2023      | Hong Kong Open    | Super 500 | Apriyani Rahayu     | Pearly Tan Thinaah Muralitharan            | 14–21, 24–22, 21–9  | Sieger   |
| 2023      | Hylo Open         | Super 300 | Apriyani Rahayu     | Zhang Shuxian Zheng Yu                     | 21–18, 1ret.–1      | Finalist |
| 2024 (II) | Indonesia Masters | Super 100 | Lanny Tria Mayasari | Hsieh Pei-shan Hung En-tzu                 | 19–21, 15–21        | Finalist |
| 2025      | Thailand Masters  | Super 300 | Lanny Tria Mayasari | Laksika Kanlaha Phataimas Muenwong         | 15–21, 21–13, 21–8  | Sieger   |

Mixed
| Jahr | Wettbewerb       | Level     | Partner            | Gegner                                       | Ergebnis            | Resultat |
| ---- | ---------------- | --------- | ------------------ | -------------------------------------------- | ------------------- | -------- |
| 2025 | Thailand Masters | Super 300 | Dejan Ferdinansyah | Dechapol Puavaranukroh Supissara Paewsampran | 21–19, 17–21, 13–21 | Finalist |

### BWF International Challenge/Series
Damendoppel
| Jahr      | Wettbewerb              | Partner             | Gegner                                         | Ergebnis     | Resultat |
| --------- | ----------------------- | ------------------- | ---------------------------------------------- | ------------ | -------- |
| 2017      | Indonesia International | Agatha Imanuela     | Febriana Dwipuji Kusuma Tiara Rosalia Nuraidah | 19–21, 18–21 | Finalist |
| 2024 (II) | Indonesia International | Lanny Tria Mayasari | Hsieh Pei-shan Hung En-tzu                     | 21–9, 21–16  | Sieger   |

Mixed
| Jahr | Wettbewerb              | Partner                  | Gegner                      | Ergebnis    | Resultat |
| ---- | ----------------------- | ------------------------ | --------------------------- | ----------- | -------- |
| 2017 | Indonesia International | Rehan Naufal Kusharjanto | Irfan Fadhilah Pia Zebadiah | 21–9, 21–18 | Sieger   |

### Junioren
Damendoppel
| Jahr | Wettbewerb        | Partner         | Gegner                    | Ergebnis            | Resultat |
| ---- | ----------------- | --------------- | ------------------------- | ------------------- | -------- |
| 2017 | Jaya Raya Juniors | Agatha Imanuela | Baek Ha-na Lee Yu-rim     | 18–21, 21–16, 16–21 | Finalist |
| 2017 | India Juniors     | Agatha Imanuela | Kim Min-ji Seong Ah-yeong | 15–21, 19–21        | Finalist |

Mixed
| Jahr | Wettbewerb       | Partner                  | Gegner                                           | Ergebnis            | Resultat |
| ---- | ---------------- | ------------------------ | ------------------------------------------------ | ------------------- | -------- |
| 2017 | Malaysia Juniors | Rehan Naufal Kusharjanto | Yeremia Rambitan Angelica Wiratama               | 11–21, 16–21        | Finalist |
| 2018 | Malaysia Juniors | Rehan Naufal Kusharjanto | Ghifari Anandaffa Prihardika Lisa Ayu Kusumawati | 19–21, 21–14, 16–21 | Finalist |

### Nationalmannschaft
- Junioren

| Teamteilnahmen             | 2017 | 2018 |
| -------------------------- | ---- | ---- |
| Juniorenasienmeisterschaft | S    | B    |
| Juniorenweltmeisterschaft  | QF   | B    |

- Erwachsene

| Teamteilnahmen                  | 2019 | 2020 | 2021 | 2022 | 2023 | 2024 | 2025 |
| ------------------------------- | ---- | ---- | ---- | ---- | ---- | ---- | ---- |
| Südostasienspiele               | S    | NH   | S    | NH   | A    | NH   |      |
| Mannschaftsasienmeisterschaften | NH   | QF   | NH   | A    | NH   | A    | NH   |
| Mannschaftsasienmeisterschaften | A    | NH   | NH   | NH   | QF   | NH   | Q    |
| Asienspiele                     | NH   | NH   | NH   | QF   | NH   | NH   | NH   |
| Uber Cup                        | NH   | QF   | NH   | A    | NH   | S    | NH   |
| Sudirman Cup                    | A    | NH   | QF   | NH   | QF   | NH   |      |

### Einzelwettbewerbe

#### Junioren
Damendoppel
| Events                       | 2017 | 2018 |
| ---------------------------- | ---- | ---- |
| Juniorenasienmeisterschaften | B    | B    |
| Juniorenweltmeisterschaften  | 4R   | B    |

Mixed
| Events                       | 2017 | 2018 |
| ---------------------------- | ---- | ---- |
| Juniorenasienmeisterschaften | G    | QF   |
| Juniorenweltmeisterschaften  | S    | S    |

#### Erwachsene

##### Damendoppel
| Events              | 2018 | 2019   | 2020   | 2021   | 2022 | 2023 | 2024   |
| ------------------- | ---- | ------ | ------ | ------ | ---- | ---- | ------ |
| Südostasienspiele   | NH   | QF     | NH     | G      | NH   | A    | NH     |
| Asienmeisterschaft  | A    | 1R     | NH     | NH     | QF   | 1R   | d.n.s. |
| Asienspiele         | A    | NH     | NH     | NH     | 2R   | NH   | NH     |
| Weltmeisterschaften | 1R   | d.n.q. | NH     | d.n.s. | 2R   | S    | NH     |
| Olympia             | NH   | NH     | d.n.q. | NH     | NH   | NH   | RR     |

| Wettbewerb                     | BWF Super Series / Grand Prix | BWF Super Series / Grand Prix | BWF World Tour | BWF World Tour | BWF World Tour | BWF World Tour | BWF World Tour | BWF World Tour | BWF World Tour | BWF World Tour | Best          |
| Wettbewerb                     | 2016                          | 2017                          | 2018           | 2019           | 2020           | 2021           | 2022           | 2023           | 2024           | 2025           | Best          |
| ------------------------------ | ----------------------------- | ----------------------------- | -------------- | -------------- | -------------- | -------------- | -------------- | -------------- | -------------- | -------------- | ------------- |
| Malaysia Open                  | A                             | A                             | A              | 1R             | NH             | NH             | W              | SF             | d.n.s.         | QF             | W ('22)       |
| India Open                     | A                             | A                             | A              | A              | NH             | NH             | A              | A              | d.n.s.         | A              | —             |
| Indonesian Masters             | A                             | A                             | 2R             | 1R             | 1R             | 1R             | F              | QF             | 1R             | 1R             | F ('22)       |
| Thailand Masters               | A                             | A                             | QF             | 1R             | A              | NH             | NH             | A              | A              | W              | W ('25)       |
| Orléans Masters                | N/A                           | N/A                           | 2R             | SF             | NH             | d.n.s.         | d.n.s.         | A              | A              | Q              | SF ('19)      |
| All England                    | A                             | A                             | A              | A              | 2R             | A              | A              | QF             | 2R             | Q              | QF ('23)      |
| Swiss Open                     | A                             | A                             | A              | 2R             | NH             | A              | d.n.s.         | SF             | SF             | Q              | SF ('23, '24) |
| Thailand Open                  | A                             | A                             | A              | 1R             | 1R             | NH             | A              | 2R             | A              |                | 2R ('23)      |
| Thailand Open                  | A                             | A                             | A              | 1R             | 1R             | NH             | A              | 2R             | A              |                | 2R ('23)      |
| Malaysia Masters               | A                             | A                             | A              | 1R             | 1R             | NH             | QF             | QF             | A              |                | QF ('22, '23) |
| Singapore Open                 | A                             | A                             | A              | A              | NH             | NH             | W              | 2R             | QF             |                | W ('22)       |
| Indonesia Open                 | 1R                            | 1R                            | 2R             | A              | NH             | d.n.s.         | QF             | QF             | 2R             |                | QF ('22' 23)  |
| Australian Open                | A                             | A                             | A              | 1R             | NH             | NH             | A              | 2R             | A              | 2R ('23)       |               |
| Japan Open                     | A                             | A                             | A              | A              | NH             | NH             | QF             | 1R             | A              | QF ('22)       |               |
| Indonesia Masters Super 100    | NH                            | NH                            | QF             | W              | NH             | NH             | A              | A              | A              |                | W ('19)       |
| Indonesia Masters Super 100    | NH                            | NH                            | QF             | W              | NH             | NH             | A              | A              | F              |                | W ('19)       |
| Chinese Taipei Open            | A                             | A                             | QF             | SF             | NH             | NH             | d.n.s.         | A              | A              |                | SF ('19)      |
| Vietnam Open                   | A                             | A                             | QF             | 1R             | NH             | NH             | A              | A              | A              | QF ('18)       |               |
| Hong Kong Open                 | A                             | A                             | A              | 1R             | NH             | NH             | NH             | W              | A              |                | W ('23)       |
| China Open                     | A                             | A                             | A              | A              | NH             | NH             | NH             | QF             | A              |                | QF ('23)      |
| Macau Open                     | A                             | A                             | A              | QF             | NH             | NH             | NH             | NH             | A              |                | QF ('19)      |
| Denmark Open                   | A                             | A                             | A              | A              | A              | 1R             | QF             | d.n.s.         | A              |                | QF ('22)      |
| French Open                    | A                             | A                             | A              | A              | NH             | QF             | 1R             | SF             | 2R             |                | SF ('23)      |
| Hylo Open                      | A                             | A                             | A              | A              | A              | SF             | A              | F              | A              |                | F ('23)       |
| Japan Masters                  | NH                            | NH                            | NH             | NH             | NH             | NH             | NH             | A              | 1R             |                | 1R ('24)      |
| China Masters                  | A                             | A                             | A              | A              | NH             | NH             | NH             | 2R             | 1R             |                | 2R ('23)      |
| Super Series/World Tour Finals | d.n.q.                        | d.n.q.                        | d.n.q.         | d.n.q.         | d.n.q.         | d.n.q.         | RR             | RR             | d.n.q.         |                | RR ('22, '23) |
| Hyderabad Open                 | NH                            | NH                            | SF             | 2R             | NH             | NH             | NH             | NH             | NH             | NH             | SF ('18)      |
| New Zealand Open               | A                             | A                             | A              | 1R             | NH             | NH             | NH             | NH             | NH             | NH             | 1R ('19)      |
| Russian Open                   | A                             | A                             | A              | QF             | NH             | NH             | NH             | NH             | NH             | NH             | QF ('19)      |
| Spain Masters                  | NH                            | NH                            | A              | A              | A              | A              | NH             | d.n.s.         | A              | NH             |               |
| Jahresendrangliste             | 184                           | 127                           | 34             | 53             | 32             | 28             | 11             | 6              | 30             |                | 4             |
| Wettbewerb                     | 2016                          | 2017                          | 2018           | 2019           | 2020           | 2021           | 2022           | 2023           | 2024           | 2025           | Best          |

##### Mixed
| Wettbewerb                  | BWF World Tour | BWF World Tour | BWF World Tour | BWF World Tour | BWF World Tour | BWF World Tour | BWF World Tour | BWF World Tour | Best          |
| Wettbewerb                  | 2018           | 2019           | 2020           | 2021           | 2022           | 2023           | 2024           | 2025           | Best          |
| --------------------------- | -------------- | -------------- | -------------- | -------------- | -------------- | -------------- | -------------- | -------------- | ------------- |
| India Open                  | A              | A              | NH             | NH             | A              | A              | A              | 2R             | 2R ('25)      |
| Indonesian Masters          | A              | 1R             | A              | A              | A              | A              | A              | 1R             | 1R ('19, '25) |
| Thailand Masters            | 2R             | 1R             | A              | NH             | NH             | A              | A              | F              | F ('25)       |
| Orléans Masters             | 2R             | A              | NH             | A              | A              | A              | A              | A              | 2R ('18)      |
| Swiss Open                  | A              | A              | NH             | A              | A              | A              | A              | Q              |               |
| Chinese Taipei Open         | 2R             | A              | NH             | NH             | A              | A              | A              |                | 2R ('18)      |
| Vietnam Open                | 2R             | A              | NH             | NH             | A              | A              | A              |                | 2R ('18)      |
| Indonesia Masters Super 100 | 2R             | A              | NH             | NH             | A              | A              | A              |                | 2R ('18)      |
| Hyderabad Open              | 2R             | A              | NH             | NH             | NH             | NH             | NH             | NH             | 2R ('18)      |
| Jahresendrangliste          | 102            | 258            | —              | —              | —              | —              | —              |                | 78            |
| Wettbewerb                  | 2018           | 2019           | 2020           | 2021           | 2022           | 2023           | 2024           | 2025           | Best          |

### Statistik mit Apriyani Rahayu
| Spieler                             | Spiele | W | L | D  |
| ----------------------------------- | ------ | - | - | -- |
| Chen Qingchen Jia Yifan             | 7      | 1 | 6 | −5 |
| Zhang Shuxian Zheng Yu              | 4      | 3 | 1 | +2 |
| Yuki Fukushima Sayaka Hirota        | 4      | 1 | 3 | −2 |
| Mayu Matsumoto Wakana Nagahara      | 1      | 1 | 0 | +1 |
| Nami Matsuyama Chiharu Shida        | 3      | 1 | 2 | −1 |
| Kim So-young Kong Hee-yong          | 2      | 2 | 0 | +2 |
| Lee So-hee Shin Seung-chan          | 2      | 1 | 1 | 0  |
| Benyapa Aimsaard Nuntakarn Aimsaard | 3      | 1 | 2 | −1 |